# 湖東信用金庫
湖東信用金庫（ことうしんようきんこ）は、滋賀県東近江市に本店を置く信用金庫。愛称はことしん。
2018年度決算による自己資本比率は、12.69%。

## 沿革
- 1948年（昭和23年）8月23日 八日市信用組合を創業（創立：1948年7月）
- 1950年（昭和25年）4月 中小企業等協同組合法に基づいて改組
- 1951年（昭和26年）7月 湖東信用組合に改称
- 1952年（昭和27年）3月 信用金庫法に基づき、湖東信用金庫となる